# Simeon Pironkoff
Simeon Pironkoff (* 10. März 1965 in Sofia) ist ein österreichischer Komponist und Dirigent.

## Leben
Simeon Pironkoff ist der Sohn des bulgarischen Komponisten Simeon Angelov Pironkoff (1927–2000). Er besuchte von 1978 bis 1983 das Musikgymnasium Sofia mit dem Hauptfach Klavier. Parallel dazu nahm er Privatunterricht in Komposition bei Parashkev Hadjiev. Nach dem Abitur im Jahr 1983 studierte er bis 1985 an der Musikhochschule Sofia Klavier und Musiktheorie.
Im Anschluss daran studierte er bis zum Jahr 1990 an der Universität für Musik und darstellende Kunst Wien Dirigieren und Korrepetition bei Karl Österreicher und Harald Goertz sowie Komposition bei Erich Urbanner und Heinrich Gattermeyer. Beide Studiengänge schloss er mit Diplom ab.
In den Jahren von 1989 bis 1992 war Pironkoff Leiter von diversen Jugendsymphonieorchestern und arbeitete mit verschiedenen Theatern und freien Bühnen in Europa zusammen (u. a. Deutschland, Schweiz, Italien, Frankreich und Österreich). Parallel dazu war er von 1989 bis 1991 Mitglied des Klavierduos Saveanu–Pironkoff und unternahm Konzerttourneen durch Argentinien, Deutschland, Österreich, Schweiz und Italien. Zudem gründete er im Jahr 1990 in der Schweiz das Jugendsymphonieorchester Acadya, welches er bis zum Jahr 1992 leitete.
Im Jahr 1992 gründete er das Ensemble on_line, welches seit dem Jahr 2010 den Namen PHACE führt. Daran anschließend war er bis zum Jahr 2004 Vertragslehrer für Dirigieren und Klavier an der Universität für Musik und darstellende Kunst Wien. Seit dem Jahr 2004 hat Simeon Pironkoff eine außerordentliche Professur in Dirigieren und Klavier ebenda inne.

## Auszeichnungen
- 1986: Stipendium der Alban Berg Stiftung, Wien[4]
- 1988: Arbeitsstipendium der Stadt Wien[2]
- 1988: Stipendium der Richard Wagner Stipendienstiftung, Bayreuth (Deutschland)[5]
- 1990: Würdigungspreis des Bundeskanzleramts Österreich für Kunst und Kultur[2]
- 1991: Stipendium der Alban Berg Stiftung, Wien[4]
- 1995: Arbeitsstipendium Stadt Wien[2]
- 1997: Förderungspreis der Stadt Wien für Musik[6]
- 2003: Staatsstipendium der Republik Österreich[2]

## Werke (Auswahl)

### Ensemblemusik
- In memoriam Béla Bartók – Trio für Klarinette, Violine und Klavier (1981)[7]
- Streichsextett – für zwei Violinen, zwei Violen und zwei Violoncelli (1982)[7]
- Sonatine für Violine und Klavier (1982–1986)[7]
- Trio für Violine, Cello und Klavier (1986)[7]
- Bläserquintett – für Flöte (auch Piccolo), Oboe (auch Englischhorn), Klarinette, Fagott und Horn (1986/1987)[7]
- Flötenquartett (Incontri per quattro) – für zwei Piccoloflöten und zwei Altflöten (1987)[7]
- Sechs Lieder für gemischten Chor und Schlagwerkensemble – nach Texten von Jorge Luis Borges (1988)[7]
- Zwei Burlesken für Klavier vierhändig (1988)[7]
- Labyrinth für fünf Gruppen – für Kammerorchester/Ensemble (1989)[7]
- Vier Sets für acht Spieler – auf zwei Klavieren (1992/1993)[7]
- Stretti commentati für Doppelstreichquartett – Oktett für vier Violinen, zwei Violen und zwei Violoncelli (1992)[7]
- Trios für Bassblockflöte, Bassgambe und Cembalo (1993–1994)[7]
- Musique Concrète für die Klarinettenfamilie – Quintett für drei Klarinetten, drei Bassklarinetten und Bassetthorn (1994/1995)[7]
- Saxophonquartett – für Sopransaxophon, Altsaxophon, Tenorsaxophon und Basssaxophon (1994)[7]
- Influence für dreizehn Spieler – für Kammerorchester/Ensemble (1995)[7]
- Kontur – Musik für sieben Instrumente (1996/1997)[7]
- Attaca – 31 Mitteilungen für Ensemble (1998)[7]
- „from a certain distance“ – ein Dialogstück für Altblockflöte und Gitarre (1999/2000)[7]
- einstellung II – aus dem Zyklus „Sujets“ für Bassklarinette, Klavier und Violoncello (2001)[7]
- FLUT – Quartett für Flöte, Bassklarinette, Posaune und Klavier (2001)[7]
- einstellung I – aus dem Zyklus „Sujets“ für Bassklarinette, Posaune und Violoncello (2003)[7]
- einstellung III – aus dem Zyklus „Sujets“ für Posaune, Klavier und Violoncello (2003)[7]
- chaqun pour soi – Annäherungen mit Sheng, Flöte, Posaune, und Schlagzeug (2003)[7]
- départs imprevues – Musik mit Zheng, Sheng, Oboe, Akkordeon und Schlagzeug (2004)[7]
- Sujets – Zyklus in drei Einstellungen und ein Epilog für Klarinette (auch Bassklarinette), Posaune, Violoncello und Klavier (2004)[7]
- decollage – Quartett für Flöte (auch Piccolo und Bassflöte), Bassklarinette, Posaune und Klavier (2005)[7]
- Fall/Wende – Duo für Oboe und Akkordeon (2007–2008)[7]
- unstable secrets – Duo für Bassklarinetten (2008)[7]
- BLUR – Quintett für Flöte, Klarinette, Zheng, Violoncello und Sheng (2008)[7]
- nach dem (vor) bild (oder vor?) – Zwei Sätze mit Flöte, Cello und Viertelton-Akkordeon (2009)[7]
- skin.double – Quintett für Flöte, Klarinette, Akkordeon, Violoncello und Perkussion (2009–2010)[7]
- Natürliche Mängel – Saxophonquartett (2011)[7]
- Zones d’approche – Trio für Klarinette in B, Fagott und Klavier (2018)[7]
- La reproduction interdite – Quartett für zwei Flöten, Klavier und Schlagzeug (2020)[7]

### Solomusik
- Quasi eine Trauermusik – Solo für Violine und Orchester (1985–1986)[7]
- Reflex – Solo für Flöte (1987/1991)[7]
- Passi per Violoncello solo – Solo für Violoncello (1992)[7]
- „muros de la soledad“ – Konstellation für Klavier (2000)[7]
- Zwielicht – für Soloinstrumente und Elektronik (2002)[7]
- spiel(t)räume für Klavier solo – I. & II. (2006)[7]
- Entwirrung – Solo für Viertelton-Akkordeon (2009–2010)[7]
- splitting line – Solo für Pipa (2012)[7]
- Lueurs – Solo für Klavier (2017)[7]